# Международный аэропорт Исфахан
Международный аэропорт Исфахан имени Шахида Бехешти (перс.    بهشتی اصفهان بین‌المللی شهید   فرودگاه ‎), — аэропорт в Исфахане, Иран. В настоящее время аэропорт — это одноэтажное здание с ограниченным сервисом, оба терминала находятся в одном здании. Строится отдельный международный терминал.

## Основные авиакомпании и рейсы
- Iran Air — Багдад, Дубай, Кувейт, Абадан, Ахваз, Бендер-Аббас, Бушер, Канган, Керман, Керманшах, остров Киш, остров Лаван, Решт, Шираз, Тебриз, Тегеран (Мехрабад), Захедан
- Iran Aseman Airlines — Ахваз, Бендер-Аббас, Ламерд, Канган, Мешхед, Тегеран (Мехрабад), Захедан
- Iraqi Airways — Багдад, Наджаф
- Turkish Airlines — Стамбул (Ататюрк)